# 降頭 (2007年電影)
《降头》（英語：Gong Tau: An Oriental Black Magic）是2007年5月10日在香港上映的魔幻片。

## 剧情
香港重案组一警员“张乐民”去泰国办案，追查逃犯林超。在空闲时候在夜店遇到了阿丽，两人迅速热恋。不久之后乐民接到命令回到香港，离开时乐民承诺将再来寻找阿丽，并且带她去香港。但是乐民一去不复返。
三年后，阿丽见乐民还是没有来接她，于是自杀。一喜歡阿丽的男子伤心万分，決定為她報仇，更改名為"諾文"，並对乐民施了妖术“降头”。不久之后，乐民的儿子全身腐烂而死。同时，重案组的一员警察也离奇死亡，根据警员琛哥的说法，他们都是中了降头。警方便全面开展行动，追缉凶手。
数天之后，乐民的妻子被开始出现异常，查探之后得知也是中了降头。乐民请密宗高僧清海上师解咒，却也没有成功。
一次偶然的机会，乐民抓到了潜回到香港的逃犯林超，林超懂得降头，提出和乐民做笔交易，林超替乐民的妻子解咒，而乐民必须放他离开。乐民同意了。諾文用自己的生命和魔鬼做了笔交易，用“飞头降”来杀害乐民全家，最后，诺文被林超的蠱術反噬而死。
雖然妻子身上的降已被解，但阿麗落在樂民身上的降頭卻未解開…

## 演员
| 演员   | 角色     | 备注                                               |
| 邵美琪 | 嘉碧     | 乐民的妻子                                         |
| 郑浩南 | 张乐民   | 重案组警员                                         |
| 林雪   | 琛哥     | 重案组警员                                         |
| 滕子萱 | 林依丽   | 泰国女子，昵称阿丽                                 |
| 黄德斌 | 林超     | 逃犯，懂得降头术                                   |
| 古宇   | 諾文     | 喜欢林依丽，为了替林依丽报仇而向张乐民的妻儿下降头 |
| 许绍雄 | 肥华     |                                                    |
| 冯克安 | 清海上师 | 密宗高僧                                           |
| 刘锦玲 |          | 客串                                               |